# Angelika Niebler
Angelika Niebler (ur. 18 lutego 1963 w Monachium) – niemiecka polityk i prawniczka, posłanka do Parlamentu Europejskiego V, VI, VII, VIII, IX i X kadencji.

## Życiorys
Studiowała prawo na uczelniach w Monachium i Genewie. Zdała państwowe egzaminy prawnicze I i II stopnia (odpowiednio w 1988 i 1991). W 1992 obroniła doktorat, a w 1991 rozpoczęła praktykę adwokacką.
Wstąpiła do Unii Chrześcijańsko-Społecznej, w 1995 zasiadła w zarządzie partii w Górnej Bawarii. Została przewodniczącą okręgowej organizacji kobiecej Frauen-Union. Od 1996 wybierana na radną powiatu Ebersberg.
W 1999 po raz pierwszy uzyskała mandat deputowanej do Parlamentu Europejskiego. Odnawiała go w wyborach europejskich w 2004, 2009, 2014, 2019 i 2024. Zasiadła w grupie Europejskiej Partii Ludowej.